# Angel Cat Sugar
Angel Cat Sugar è un personaggio creato da Yuko Shimizu nel 2002. Il personaggio, una gattina bianca che ha una corona sulla testa e ali d'angelo sulla schiena, è la principessa del mondo fantastico chiamato Angel World. Con le immagini di Angel Cat Sugar sono stati personalizzati numerosi prodotti quali peluche, bambole, porta-pranzo, teleria e libri.

## Personaggi

### La famiglia Sugar
- Angel Cat Sugar: Nata il 17 maggio e chiamata “Sugar” o “Sugar-chan” in Giapponese, è la principessa di Angel World. È raffigurata come una gattina bianca con una corona in testa e con ali d'angelo sulla schiena. Ha il potere di allietare il cuore delle persone e di rendere tutti felici.
- Fennel : Il papà di Angel Cat Sugar. È un veterinario.
- Mint: Mint: La mamma di Angel Cat Sugar. È un'infermiera.

### Amici
- Basil : È un angioletto femmina, ma si comporta un po' come un maschiaccio. Gli piace coltivare fiori e si veste sempre di rosa.
- Thyme: È un angioletto maschio sempre allegro e allieta la timida Sugar. Si veste sempre di viola.
- Parsley: È un angioletto maschio molto astuto. A volte è un po' pignolo e si veste sempre di verde.

## Libri
Sono stati pubblicati svariati libri su Angel Cat Sugar ed i suoi amici. Quattro libri, scritti e illustrati dalla Shimizu, sono stati pubblicati in Giappone dalla Yanagihara Publishing. Negli Stati Uniti sono stati invece pubblicati undici volumi dalla Scholastic Inc.

### Japanese titles
- Bashful Sugar (giugno, 2005)
- Sugar and the Precious Eggs (dicembre, 2005)
- Sugar and the Little Squirrel (luglio, 2006）
- Sugar and the Winter Gift (dicembre, 2006)

### English titles
- A New Friend
- A Special Easter
- A Wish for a Wand
- Birthday Party Surprise
- Merry Christmas, Sugar!
- Spring Picnic
- Star of the Ballet
- Sugar Loves Valentine's Day
- Sugar's Yummy Fall
- Sweet School Day
- Tea Party

## Videogiochi
Nell'ottobre 2009 è stato realizzato un gioco per Nintendo DS e per PC intitolato Angel Cat Sugar nel Regno Unito ed in Germania e Angel Cat Sugar och stormkungen in Svezia. Il titolo era composto da vari mini-giochi e puzzle ed era rivolto ad un target pre-adolescenziale.